# Plaintel
Plaintel (bretonisch: Pleneventer, in Gallo: Pyentè) ist eine französische Gemeinde mit 4571 Einwohnern (Stand: 1. Januar 2022) im Département Côtes-d’Armor in der Region Bretagne. Sie gehört zum Arrondissement Saint-Brieuc und ist Hauptort (frz.: chef-lieu) des Kantons Plaintel. Die Einwohner werden Plaintelais(es) genannt.

## Geographie
Plaintel liegt etwa zehn Kilometer südsüdwestlich von Saint-Brieuc. Umgeben wird Plaintel von den Nachbargemeinden Saint-Julien im Norden, Plédran im Osten und Nordosten, Saint-Carreuc im Osten und Südosten, Plœuc-L’Hermitage mit L’Hermitage-Lorge im Süden, Saint-Brandan im Südwesten sowie Plaine-Haute im Nordwesten.
In Nord-Süd-Richtung führen die Route Départementale 700 und die Bahnstrecke Saint-Brieuc–Pontivy am Ort entlang, beide verbinden Saint-Brieuc mit Loudéac.

## Geschichte
1163 wird für den Ort die Ecclesia Sancti Numenteri erwähnt (dt.: Kirche Sankt-Numenter). Daraus entwickelte sich das bretonische Pleneveniter.

### Bevölkerungsentwicklung
| Jahr      | 1962 | 1968 | 1975 | 1982 | 1990 | 1999 | 2006 | 2011 |
| --------- | ---- | ---- | ---- | ---- | ---- | ---- | ---- | ---- |
| Einwohner | 2194 | 2322 | 2885 | 3436 | 3557 | 3471 | 3762 | 4096 |

## Sehenswürdigkeiten
- Der Menhir Petit Vauridel steht seit 1963 unter Denkmalschutz Monument historique. Der Menhir ist 1,55 m hoch, 1,55 m breit und 1 m dick. Es besteht aus lokalem Granit.
- Tumulus von Gourlay, südöstlich von Plaintel